# نظرية الإكمال الذاتي الرمزي
نظرية الإكمال الذاتي الرمزي (بالإنجليزية: The theory of symbolic self-completion)‏ نظرية نفسية تنصّ على أن الأفراد يسعون لكسب وإظهار رموز مرتبطة بشكل وثيق بما يعتبرونه الذات المثالية. على سبيل المثال، بالنسبة للصبية الذين يظهؤون سلوكًا أنثويًا ويرغبون بجعل أنفسهم يبدون أقوياء، فقد يستخدموا منتجات خاصة بالرجال ـ--مثل العطر القوي أو ساعة فضية- آملين بإرضاء ذاتهم بشكل رمزي، بمعنى آخر، أن يبدوا رجالًا. توجد حالات الإكمال الذاتي الرمزي على مواقع التواصل الاجتماعي وفي التسويق والإعلان وسلوك المستهلك.

## منشأ النظرية
تنشأ نظرية الإكمال الذاتي الرمزي من مدرسة الفكر التفاعلي الرمزي. عبّر عنه جورج ميد في كتابه مايند، سيلف آند سوساييتي، بأن التفاعلية الرمزية تفترض بأن الذات تكون مُعرّفة من خلال استجابة المجتمع للفرد. ساعدت هذه الفكرة على تشكيل الأفكار المركزية التي طُرحت في كتاب سيمبوليك سيلف-كومبليشن، والذي ينصّ على أن الأفراد يميلون لتعريف أنفسهم عن طريق استخدام رموز الإنجاز وبأنهم يستخدمون هذه الرموز لإيصال تعريفاتهم الذاتية للمجتمع. بناء على مجال التعريف الذاتي الذي ترتبط فيه هذه الرموز، يُطرح تعريف ذاتي آخر مختلف.

## المفاهيم الرئيسية

### رموز التعريف الذاتي
تُعتبر رموز التعريف الذاتي ما يستخدمه الأفراد لإيصال تعريف ذاتهم للمجتمع. يمكن أن تكون هذه الرموز إما مادية أو غير مادية، بما في ذلك كل ما يتراوح بين النطق والسلوك والعلامات المجتمعية المميزة مثل الملكيات المادية والحالة الاجتماعية. تُعرّف على أنها «أي جانب من جوانب الفرد التي لها القدرة على الإشارة إلى الآخرين (الذين يفهمون الرمز باعتباره مرتبطًا بالهوية)». لأنه من خلال هذه الرموز يقوم الأفراد ببناء تعريفات ذاتهم وإيصالها إلى المجتمع، إذ تُعدّ الرموز هي «اللبنات الأساسية لتعريف الذات». وبالتالي، فإن قيمة تلك الرموز  تكون خاصة بالأفراد فقط بقدر ما يمثلونه من تعريفات الأفراد الذاتية، فيما يتعلق بحالة الإنجاز في المجالات التي يعتبرها الأفراد هامة لتعريفاتهم الذاتية. عندما يفتقر الأفراد إلى الرموز للتعبير عن تعريفاتهم الذاتية، فإنهم يسعون إلى «عرض رموز بديلة للوصول إلى هدفهم».
أظهرت الأبحاث أنه عند وجود مناطق ضعف للأفراد في أي منطقة من التعريف الذاتي، فإن هذا الضعف يولّد حالة من التوتر والشعور بالنقص عند تعريفاتهم الذاتية. يتم تحفيز الأفراد من أجل التقليل من هذا التوتر عن طريق استخدام رموز بديلة للإنجاز في مجال التعريف الذاتي ذي الصلة. في دراسة تحت عنوان «الإكمال الرمزي للتأثير، محاولة التأثير، والانتقاص من الذات»، طلب كل من روبرت ويكلند وبيتر جولويتزر وجيمس هيلتون من المشاركين 1) كتابة مقال يرشدون فيها الناس حول كيفية القيام بنشاط مهم بالنسبة لهم؛ 2) الإشارة إلى عدد الأشخاص الذين ينبغي عليهم مراجعة مقالاتهم تلك. أظهرت نتائج هذه الدراسة أنه كلما قلّ عدد السنوات التي قضاها المشاركون في التعليم أو الخبرة في أنشطتهم الخاصة، ارتفع عدد الأشخاص الذين اعتقد المشاركون بأن عليهم مراجعة مقالاتهم. كلما ارتفع هذا العدد، زاد عدد المشاركين الذين يرغبون بالتأثير على الآخرين؛ فسّر الباحثون هذه العلاقة على أنها وسيلة للتعويض الرمزي وذلك بسبب افتقارها إلى منطقة التعريف الذاتي ذات الصلة.
في جزء إضافي من هذه الدراسة طُلب من مجموعة من الرجال الإدلاء ببيان حول قدرتهم في مجال التعريف الذاتي. أظهرت نتائج هذا الجزء من الدراسة أنه كلما كان مستوى التعليم والخبرة لدى الرجال أقل، كانوا أقلّ استعدادًا لوضع تقييم سلبي لأنفسهم. ظلّ هذا السلوك ثابتًا، حتى عندما قيل للرجال إن هناك فتاة تفضّل الرجال الذين ينتقدون أنفسهم بدقة. يُظهر هذا الاكتشاف أن الناس يرغبون في ترميز أنفسهم حتى عندما يعرفون أن السلوك الذي يرمز إلى الذات سوف ينظر إليه المجتمع بشكل سلبي. تُشير هذه النتائج إلى أن الأفراد يهتمون أكثر بما إذا كانت سلوكياتهم ستعكس تعريفاتهم الذاتية أكثر من كون تلك السلوكيات تحرّض إطلاق أحكام إيجابية أو سلبية من الآخرين. بشكل عام، تشير هذه النتائج إلى أن «التأثير على الآخرين، وكذلك الوصف الإيجابي للذات، يمكن أن يعزز شعور الفرد بالحصول على تعريف ذاتي كامل».

### تهديدات التعريف الذاتي
يمكن أن تتغير تعريفات الأفراد لذاتهم لأغراض مثل حماية احترام الذات. من المحتمل أن تحدث هذه التغييرات عند النظر إلى «الأداء النسبي والتشابه النفسي (القرب) والاختلاف (المسافة) للآخرين». يمكن أن تصبح بعض أبعاد تعريفات الأفراد لذاتهم «أقل تعريفًا» عندما يكون الآخرون الذين يتشابهون معهم نفسيّا يتفوقون عليهم في تلك المجالات. على هذا النحو، فإن تعريفات الذات يمكن أن تتغير -ومع ذلك، قد يختار الأفراد تعزيز تعريفاتهم الذاتية في مواجهة تهديدات تعريف الذات. يشير تهديد التعريف الذاتي إلى موقف يشعر فيه الأفراد بأن ذواتهم غير مؤكدة أو مهددة أو يشعرون بعدم الأمان للذات التي يلتزمون بها. في مثل هذه الحالات، يكون الأفراد أكثر عِرضة لتقييم الرموز التي تعزز تلك الذوات.
تُظهر دراسة «النتائج على ردود الفعل المتناقضة ذاتيًا: الموقف النسائي والإكمال الذاتي الرمزي» كيف يحفز تهديد ذات الفرد على الانخراط في الإكمال الذاتي الرمزي كوسيلة للحد من التوتر الذي يسببه. طلب الباحثان رودولف شيفمان ودوريس نيلكنبريشر من مجموعة من المشاركات النسويات الاشتراك في مجلة نسوية بعد إعطاء ملاحظات حول مواقفهن النسوية. النساء اللواتي تم وصفهن بأنهن أقل نسوية كنّ أكثر عِرضة للاشتراك في المجلة النسوية كوسيلة «لاستكمال» رمز تعريفهن الذاتي.
تتعلق هذه الدراسة «بالسوابق النفسية للاستهلاك الواضح» من قبل أوتمار إل. براون وويكلوند. وأجريت في ست دراسات منفصلة، شملت الأولى على مقابلات مع طلاب القانون والمحامين. وجد هذا الجزء الأول من الدراسة أن طلاب القانون كانوا أكثر عِرضة للاعتقاد أنه من المهم أن يكون هناك «مظاهر خارجية للمحامي» أكثر من ممارساته القانونية، داعمين لفكرة أن الأفراد الذين «يسعون نحو هوية معينة» وأنهم «أكثر خبرة ضمن نطاق الهوية هذا» هم أكثر عرضة للادعاء بأنهم «يمكن النظر إليهم على أنهم ينتمون فعلًا إلى تلك الهوية».

### الإكمال الذاتي الرمزي على مواقع التواصل الاجتماعي
أظهرت دراسات حديثة كيف يؤثر الإكمال الذاتي الرمزي على تواصل الأفراد عبر منصات التواصل الاجتماعي عبر الإنترنت. على سبيل المثال، أظهر كل من سيندي وإيدي هارمون جونز وبراندون شميشيل كيف تؤثر حاجة الأفراد للتعريف الذاتي الخاص بهم على في حال تشاركوا رموز التحصيل الذاتي عبر الإنترنت. قام هؤلاء الباحثون بفحص صفحات الويب الأكاديمية وملفات البريد الإلكتروني لمعرفة أنواع الأقسام الأكاديمية والأساتذة الذين كانوا أكثر قدرة على جذب الألقاب المهنية. وجد الباحثون أنه كلما تم تصنيف قسم أكاديمي أقل ضمن تصنيفات المجلس القومي للبحوث، زاد عدد الألقاب المهنية التي يعرضها الأساتذة في هذا القسم على مواقعهم الإلكترونية. وبالمثل، كلما انخفض المعدل السنوي للمنشورات والاقتباسات التي يمتلكها أساتذة الجامعات، ارتفع عدد الألقاب المهنية التي يسجلونها على بريدهم الإلكتروني. تفترض هذه الارتباطات إلى أن تجنيد الألقاب المهنية على الإنترنت هو بمثابة رموز بديلة للإنجاز في مجالات التعريف الذاتي الخاصة بهم؛ كلما شعروا بأنهم يفتقرون إلى منطقة معينة، زاد احتمال مشاركتهم في الإكمال الذاتي الرمزي عبر الإنترنت فيما يتعلق بهذا المجال المحدد.